# Aclytia terra
Aclytia terra är en fjärilsart som beskrevs av William Schaus 1896. Aclytia terra ingår i släktet Aclytia och familjen björnspinnare. Inga underarter finns listade i Catalogue of Life.